# FÉG 35M
FÉG 35M представляла собой винтовку с продольно-скользящим затвором под патрон 8 × 56 мм R. Хотя внешне она по-прежнему напоминала карабин 95/31M, это была новая конструкция с затвором, взводимым при закрывании затвора. Легко узнаваемой отличительной особенностью было расположение рукоятки затвора, которая была выдвинута вперёд.

## Конструкция
После окончания Первой мировой войны в карабины 95М были внесены модификации, перекалибровавшие прицелы на недавно принятую метрическую систему, а позже ещё и переоборудованные под разработанный в Австрии патрон 8 × 56 мм R. Анализ характеристик 95М в Первой мировой войне выявил несколько недостатков: Винтовки Манлихера с затвором прямого действия могли замёрзнуть при низких температурах; затворы устанавливались вручную, поэтому не были взаимозаменяемыми - их заменяли только обученные оружейники; и операция открытия курка. В конце концов было решено, что в новой винтовке должен использоваться более простой и обычный поворотный затвор, а также более совершенный штык .
В соответствии с новыми требованиями венгерские военные и FÉG использовали затвор Манлихера-Шёнауэра, заимствованный из затвора винтовки Gewehr 88, который также использовался на румынских и голландских винтовках Манлихера. Прототип, известный как 33М, выпускался небольшой серией для испытаний в 1933 году. Прототип отличался от финальной версии 35М следующими особенностми:
- Штык-нож по образцу G98 был заменён штык-ножом с крестовиной и нажимной шпилькой по образцу винтовки Бертье из более раннего прототипа 1923 года[3], но с плоским лезвием, а не крестообразным;[4]
- рукоятка затвора для усиления действия была перенесена вперёд перед мостом ствольной коробки;
- металлическая часть ствольной коробки, отделяющая цевье от приклада, была перенесена назад, из-под магазина в то же положение, что и на «Ли-Энфилде»;
- от сдвижной крышки ствольной коробки как у «Арисаки» отказались.

Примерно в то же время компания Steyr-Solothurn предложила конкурентоспособную конструкцию, основанную на модернизации G98 образца 1917 года, которая серийно производилась в Китае на Мукденском арсенале, но так и не была принята на вооружение.
Все пружины в винтовке, кроме той, что находится в прицеле, являются винтовыми. Новый предохранитель можно было включить как при взведённом, так и при снятом курке винтовки. Был удлинён ствол и увеличено расстояние между мушкой и целиком. Ложа винтовки, состоящая из двух частей в британском стиле, позволила избежать необходимости импортировать древесину чрезвычайно стабильных по размерам.
В 1938 году Венгрия аннулировала ограничения на вооружённые силы, наложенные Трианонским мирным договором 1920 года, а 24 февраля 1939 года - присоединилась к «Антикоминтерновскому пакту». В 1939—1940 годы началась перестройка экономики Венгрии на военные нужды, увеличение военных расходов и объемов выпуска продукции военного назначения.
После окончания Второй мировой войны в соответствии с решением стран Антигитлеровской коалиции на размер и оснащение вооружённых сил Венгрии были установлены ограничения. Венгерское стрелковое оружие времён второй мировой войны продолжало использоваться в послевоенные годы, но в дальнейшем, в условиях начавшейся «холодной войны» было принято решение о стандартизации используемого оружия и началось постепенное перевооружение венгерской армии оружием советского производства. В 1950х годах на арсенале в Будапеште было освоено производство 7,62-мм карабинов Мосина. 14 мая 1955 года Венгерская Народная Республика вошла в Организацию Варшавского Договора и официально приняла на себя обязательства о стандартизации используемого вооружения и военной техники.

## 43М и Gewehr 98/40
После разгрома немецких войск под Сталинградом военно-политическое руководство гитлеровской Германии приняло решение о переходе к "тотальной войне" с увеличением объемов выпуска продукции военного назначения и мобилизацией промышленности стран-сателлитов и оккупированных территорий для выполнения военных заказов (18 февраля 1943 года об этом решении объявил министр пропаганды Йозеф Геббельс).
В результате, в Венгрии был размещён заказ на изготовление для вермахта модифицированной винтовки 35М под стандартный немецкий патрон 7,92×57 мм.
Винтовка 43М получила магазин измененной конфигурации, рукоятку затвора сделали наклонной, гнездо штыка было изменено для установки немецких штык-ножей, а также были внесены некоторые изменения в крепление ремня. Кроме того, винтовка была адаптирована для использования стандартных 5-зарядных обойм Маузера, а прицелы были перекалиброваны в соответствии с баллистикой патрона 7,92-мм.
На вооружении Германии данная модификация была принята как G98/40. Венгрия также приняла её на вооружение как 43М .

## Страны-эксплуатанты
- Королевство Венгрия - винтовки начали поступать на вооружение войск во второй половине 1930х годов и использовались в ходе второй мировой войны 1939-1945 гг.
- Третий рейх
- СССР - трофейные винтовки использовали советские партизаны[9]